# Marcel Jefferys
Marcel Jefferys (Milaan, 9 augustus 1872 – Elsene, 1924) was een Belgisch kunstschilder.

## Levensloop
Jefferys had een Engelse vader en een Luikse moeder. De gegoede familie kwam omstreeks 1880 in Brussel wonen. Hij kreeg privé-schilderlessen van de vermaarde poezenschilderes Henriëtte Ronner en van haar zoon Alfred Ronner, een tekenaar-illustrator.
Jefferys schilderde figuren, genretaferelen, landschappen, marines en stillevens in olieverf en aquarel. Zijn stijl was impressionistisch. Ook maakte hij etsen. Zijn taferelen met figuren zijn vaak voorstellingen van feestelijke manifestaties met veel personages. Daarnaast was hij ontwerper van meubels, behangpapier, stoffen, tapisserie en interieurs voor de firma Vanderborght in Brussel. Mathilde Ronner voerde borduurwerk uit naar kartons van zijn ontwerp.
Jefferys reisde in vele Europese landen en ondernam in 1893 een reis door de Verenigde Staten van Amerika. Werken van die Amerikareis waren te zien in het "Salon d'Art belge" in Genève in 1894. Tijdens de Eerste Wereldoorlog week hij uit naar Groot-Brittannië. Hij verbleef de hele oorlog in Londen. Daar ontstonden onder meer gezichten op de Theems. In de eindfase van de oorlog sneuvelde een van zijn zonen. Het Londense oeuvre werd tentoongesteld in de Galerie Georges Giroux in 1920.
In eigen land werkte hij bij voorkeur in de Kempen en in de buurt van Bornem.
In de periode 1890-1900 stond hij sterk onder de invloed van stijlelementen van Claus, Cézanne, Monet, Pissarro en Ensor. In de periode 1914-1918 was er invloed van werk van Turner en Whistler dat hij in Londen zag.
Ondanks zijn gematigd modernisme werd hij geweigerd als lid bij Les XX. Hij was lid van La Libre Esthétique, Les Indépendants, Kunst van Heden, Pour L'Art en de Société Artistique et Littéraire in Brussel.
Zijn zoon Jack Jefferys (Elsene, 1896 – Rixensart, 1961) was kunstschilder en ceramist.

## Tentoonstellingen
- 1907, Brussel, Salon 1907: Landschap
- 1909, Brussel, Salon de Printemps: Voorbereidingen van het feest, Chalet des Rossignols, Plein te Laken
- 1913, Brussel, Galerie Georges Giroux
- 1914, Den Haag, Kunsthandel Theo Neuhuys (groepstentoonstelling van Belgische kunstenaars): Rouen, Het Bacchus-bassin, Brussel, Nijmegen
- 1920, Brussel, Galerie Georges Giroux
- 1921, Parijs, Musée Galliera, Exposition d'Art Belge: Portret in wit, Cineraria, Bloemen op tafel, De Louisalaan, Romeinse badinstellingen in Nîmes
- 1922, Gent, Salon 1922
- 1924, Brussel, Galerie Georges Giroux
- 1925, Gent, Salon 1925 (postume hommage met volgende werken: De heuvels van Saint-Germain, Bloemen en vruchten, Kerk bij de Pont Neuf, Lichteffect op de Theems, Bloemen, In de heuvels van Firenze, De Theems te Chelsea, Papavers in een kom).
- 1928, Venetië, XVI Biënnale
- 1929, Brussel, Paleis voor Schone Kunsten (postume retrospectieve)
- 1930, Venetië, XVII Biënnale

## Musea
- Brussel, Kon. Musea voor Schone Kunsten van België (Het feest der luchtbalonnen)
- Elsene, Museum van Elsene
- Gent, Museum voor Schone Kunsten (Stilleven met tulpen)
- Luik, MAMAC (voorheen genaamd Musée du Parc de la Bouverie)
- Parijs